# Aksel Lund Svindal
Aksel Lund Svindal, född 26 december 1982 i Kjeller, är en norsk före detta alpin skidåkare.
Han slog igenom som skidåkare då han 2003 tog två guld i de norska mästerskapen (NM). Han vann super-G-cupen 2006, endast två poäng före österrikaren Hermann Maier.
Han vann totala världscupen 2006/2007 efter en spännande duell med Benjamin Raich som avgjordes först i säsongens sista tävling.
Den 27 november 2007 föll han illa vid en störtloppsträning i Beaver Creek Resort i USA, fick skador i ansiktet och blev borta resten av säsongen. Den 26 oktober 2008 gjorde han comeback efter nästan ett års uppehåll efter skadan. Han slutade på 13:e plats i storslalomtävlingen i Sölden. Den 5 december 2008 var han tillbaka i olycksbacken för första gången och vann då världscupstävlingen i störtlopp.
Svindal har 36 världscupsegrar. Den sista kom den 14 december 2018.
Han avslutade sin karriären i samband med VM i Åre 2019 

## Meriter

### OS
- OS 2010 - Silver i störtlopp
- OS 2010 - Guld i super-G
- OS 2010 - Brons i storslalom
- OS 2018 - Guld i störtlopp

### VM
- 2005 - Silver i kombination
- 2007 - Guld i störtlopp
- 2007 - Guld i storslalom
- 2009 - Brons i super-G
- 2009 - Guld i superkombination
- 2011 - Guld i superkombination
- 2013 - Brons i super-G
- 2013 - Guld i störtlopp
- 2019 - Silver i störtlopp

### Världscupen
- Vinnare av störtloppscupen 2013 och 2014
- Vinnare av super G-cupen 2006, 2009, 2012, 2013 och 2014
- Vinnare av storslalomscupen 2007
- Vinnare av kombinationscupen 2007
- Vinnare av totala världscupen 2007 och 2009

### Norska mästerskapen
2006 blev Svindal den förste att ta guld i alla fem discipliner i ett norskt mästerskap.

### Fotnoter
1. ↑  ”Norske fartfantomen lägger av efter Åre-VM” (på svenska). Dagens nyheter. 27 januari 2019. https://www.dn.se/sport/norske-fartfantomen-lagger-av-efter-are-vm/. Läst 27 januari 2019.